# Matthew Conger
Matthew Conger (* 11. října 1978, Plano, Texas, USA) je novozélandský fotbalový rozhodčí. Conger se narodil v Texasu a působí v australské A-League a novozélandském fotbalovém šampionátu. Je také učitelem ve škole v Palmerston North.

## Kariéra rozhodčího
Conger začal kariéru rozhodčího ve Spojených státech ještě jako teenager a pokračoval i poté, co se přestěhoval na Nový Zéland, když mu bylo kolem dvaceti let.
Matthew byl rozhodčím na Mistrovství světa do 20 let 2015 na Novém Zélandu, dále soudcoval na Mistrovství světa do 20 let 2017 v Jižní Koreji a Olympijských hrách v Riu. Byl na seznamu 36 rozhodčích pro Mistrovství světa ve fotbale 2018. Působil také v mnoha zápasech A-League a New Zealand Football Championship a soudcoval i mnoho zápasů Ligy mistrů OFC.
V roce 2016 Conger opustil plný úvazek učitele, aby se mohl soustředit na kariéru rozhodčího, ale v roce 2017 byl zaměstnán na částečný úvazek na Palmerston North's Carncot School.
Roku 2017 byl jmenován novozélandským rozhodčím roku.

## Zápasy

### Mistrovství světa ve fotbale
| Mistrovství světa ve fotbale 2018 – Rusko | Mistrovství světa ve fotbale 2018 – Rusko | Mistrovství světa ve fotbale 2018 – Rusko | Mistrovství světa ve fotbale 2018 – Rusko |
| Datum                                     | Zápas                                     | Místo                                     | Fáze                                      |
| ----------------------------------------- | ----------------------------------------- | ----------------------------------------- | ----------------------------------------- |
| 22. června 2018                           | Nigérie – Island                          | Volgograd                                 | Základní skupina                          |